# Турция на «Евровидении-1980»
Участие в «Евровидении-1980» стало третьим для Турции. Страну на конкурсе представила певица Ажда Пеккан с песней Pet’r oil. Набрав 23 очка, она заняла 15 место.

## Исполнитель
Айше Ажда Пеккан — турецкая поп-певица и актриса. Родилась 11 февраля 1946 года в Стамбуле. За всю свою карьеру, охватывающую около пяти десятилетий, к настоящему времени Ажда Пеккан выпустила более 20 альбомов тиражом более чем 30 миллионов копий в мире. Её называют «Суперзвезда турецкой поп-музыки». Начала свою карьеру как актриса и сыграла около 50 ролей.

## Национальный отбор
Ажда Пеккан была выбрана телеканалом TRT, чтобы представить Турцию на конкурсе. На национальном финале она исполнила три песни, из которых жюри выбрали Pet’r oil.
| Песня              | Место |
| ------------------ | ----- |
| Olsam              | 2     |
| Pet’r oil          | 1     |
| Bir dünya ver bana | 3     |

## Голосование
| Голоса за турецкого исполнителя | Голоса за турецкого исполнителя |
| ------------------------------- | ------------------------------- |
| Оценка                          | Страны                          |
| 12                              | Марокко                         |
| 10                              | —                               |
| 8                               | Италия                          |
| 7                               | —                               |
| 6                               | —                               |
| 5                               | —                               |
| 4                               | —                               |
| 3                               | Австрия                         |
| 2                               | —                               |
| 1                               | —                               |

| Голоса Турции | Голоса Турции  |
| ------------- | -------------- |
| Оценка        | Страна         |
| 12            | Нидерланды     |
| 10            | Германия       |
| 8             | Швеция         |
| 7             | Испания        |
| 6             | Италия         |
| 5             | Великобритания |
| 4             | Португалия     |
| 3             | Франция        |
| 2             | Швейцария      |
| 1             | Люксембург     |